# Район городского подчинения
Район городского подчинения (кит. упр. 市辖区, пиньинь shìxiáqū, палл. шисяцюй) или просто район (кит. упр. 区, пиньинь qū, палл. цюй) — административная единица уездного уровня в Китае. Ранее ими являлись районы, состоящие только из городской застройки. Однако в 1980-х годах в КНР округа стали преобразовываться (по сути просто переименовываться) в города — таким образом, частями «городов» стали не только районы, но и уезды, автономные уезды и городские уезды. Одновременно с этим (особенно после 1990 года) уезды и городские уезды стали преобразовываться в районы. Поэтому сегодня многие районы мало чем отличаются от уездов  — они также имеют в своём составе посёлки, деревни и сельхозугодья.
Так же существуют национальные районы городского подчинения — вид района городского подчинения, созданного для национальных меньшинств. На текущий момент[когда?] существуют 4 национальных района городского подчинения: 1 в Хэйлунцзяне и 3 в Хэнани.